# 山崎寿春
山崎 寿春（やまざき としはる、1878年7月18日 - 1964年11月19日）は、日本の教育者。駿台グループの創業者でもある。

## 人物・来歴
1878年（明治11年）7月18日、鳥取県で生まれる。1902年（明治35年）に東京外国語学校を卒業後、高岡市立商業学校などで教鞭を執った後に米国へ留学する。リベラル・アーツ・カレッジとして有名なアマースト大学やハーバード大学などで学び、イェール大学大学院で英語学・英文学を修める。帰国後は明治大学教授となり、1918年（大正7年）に東京高等受験講習会（駿台グループ）を神田錦町に設立する。
受験勉強で心身を消耗する学生を憂え、知識や能率的な教育法による才能の開発を始めた。人間を尊重し、深い愛情に根ざした学問の楽しさを伝えることは、教育理念となってゆく。
その後は、1927年（昭和2年）に神田駿河台で駿台高等予備学校を創設し、1930年（昭和5年）に駿台高等予備校として各種学校の認可を取得後、1952年（昭和27年）に学校法人駿河台学園が設立される。山崎寿春の築いた土台は日本の教育に大きな足跡を残し、息子の山崎春之により駿台予備学校として発展した。1964年（昭和39年）に86歳で没した。